# 刘稀蓉
刘稀蓉（1969年11月1日—），四川丰都人，中国女子赛艇运动员。她曾代表中国参加世界赛艇锦标赛，获得一枚金牌和二枚银牌。她也曾参加1992年和1996年夏季奥林匹克运动会。